# Макдоннелл, Рэндал, 1-й граф Антрим
Рэндал МакСорли Макдоннелл (англ. Randal MacDonnell, 1st Earl of Antrim; умер 10 декабря 1636) — шотландско-ирландский феодал, 1-й граф Антрим (1620—1636). Вместе с графами Тироном и Тирконеллом участвовал в Девятилетней войне против Англии. В 1601 году наследовал своему брату, сэру Джеймсу Максорли Макдонеллу на посту лорда Рут и Глинн. В 1602 году подчинился лорду Маунтджою, лорду-наместнику Ирландии.

## Происхождение и ранняя жизнь
Четвертый сын Сорли Боя Макдонелла (1505—1590) и его первой жены Мэри О’Нил (ум. 1582). Его отец носил титул лорда Ротса. Его семья была ветвью шотландского клана Макдональд. Его мать была дочерью Конна О’Нила, 1-го графа Тирона.
В юности Рэндал воспитывался на гэльский манер и жил в пресвитерианской семье Стюартов на шотландском острове Арран. Поэтому его называли «Арранах» на ирландском/шотландском гэльском языке (что означает «Арран»). Его отец умер в феврале 1590 года в замке Дунанини недалеко от Балликасла, и старший брат Рэндала Джеймс стал следующим лордом Рута.

## Восстание Тирона
В 1597 году Макдоннелл помогал своему брату Джеймсу укрепить замок Данлюс. В том же году он также помог своему брату победить войско сэра Джона Чичестера в битве при Каррикфергусе. Джон Чичестер погиб в битве. Макдоннелл присоединился к Хью О’Нилу, графу Тирону для участия в  Девятилетней войне (1594—1603).

## Лорд Рут
Его старший брат Джеймс внезапно умер 13 апреля 1601 года в замке Данлюс, оставив старшего сына Алистера Карра (или Александра), но Танистри назначил Рэндала Макдоннелла преемником. Предвидя провал восстания, Макдоннелл начал переговоры о своем подчинении с лордом-наместником 8-м бароном Маунтджоем, который посвятил его в рыцари 13 мая 1602 года.
В августе 1602 года он подчинился лорду-заместителю в Таллихоге, предложив служить против восставшего графа Тирона в Фермане с 500 пехотинцами и 40 всадников за свой счет. Его пример имел хороший эффект на севере.
24 марта 1603 года король Шотландии Яков I Стюарт занял английский королевский престол. Рэндалл Макдоннелл стал получать королевские пожалования. 28 мая 1603 года ему были предоставлены Рут и Глинн, простирающиеся от Ларна до Колрейна, площадью почти 340 000 акров. К этому в следующем году был добавлен остров Ратлин.

## Брак
До женитьбы у Макдоннелла было трое сыновей, вероятно, все они были внебрачными. Один, известный как Моррисн или Морис Макдоннелл, будет повешен в Колрейне в 1643 году за участие в восстании 1641 года, а другой, Фрэнсис Макдоннелл, стал монахом-францисканцем, а третьим был Джеймс.
В 1604 году Рэндад Макдоннелл женился на Эллис (Элис или Алисе) (1583—1665), третьей дочери Хью О’Нила от его четвертой жены Кэтрин Магеннис.
У Рэндала и Эллиса было два сына и шесть дочерей (каждой из дочерей он завещал 2800 фунтов стерлингов):
- Рэндал (1609—1683), 2-й граф Антрим, унаследовал баронства Данлюс и Килконвей вместе с замком Данлюс[6]
- Александр (1615—1699), унаследовавший баронство Гленарм[7][8]
- Энн, 1-й муж — Кристофер Ньюджент, барон Делвина, 2-й муж — Уильям Флеминг, 19-й барон Слейна
- Мэри, 1-й муж — Лукас, 2-й виконт Диллон, 2-й муж — Оливер Планкет, 6-й барон Лаут
- Сара, 1-й муж — Найл Ог О’Нил из Киллелаха (графство Антрим), 2-й муж — сэр Чарльз О’Конор Слайго, 3-й муж — Донал Маккарти Мор[9].
- Кэтрин, замужем за Эдвардом Планкетом из Каслкора (графство Мит), младшим сыном Патрика Планкета, 9-го барона Дансени[10]
- Роуз, замужем за полковником Джорджем Гордоном, братом Джона Гордона, 14-го графа Сазерленда, который прибыл в Ольстер в 1642 году в качестве офицера армии генерал-майора Монро и чьей помощи маркиз Антрим был обязан своим побегом из тюрьмы в Каррикфергус в 1643 году[11]
- Маргарет (умерла 13 марта 1623 г.) никогда не была замужем[12].

В 1606 году замок Данлюс, монастырь Колрейн, три части рыболовной реки Банн, замок Олдерфлит (Ларн) и все земли, принадлежавшие епархии Дауна и Коннора, были по разным причинам исключены из его владений. Но 21 июня 1615 года замок Данлюс был возвращен ему.

## Ирландские проблемы

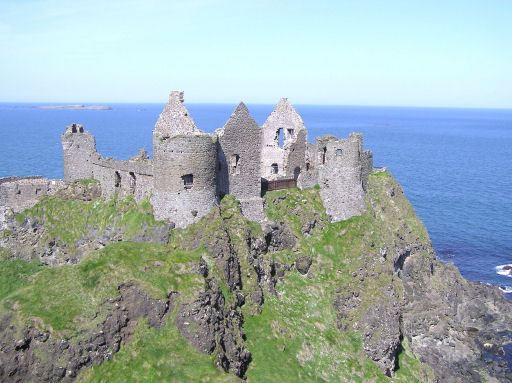
Замок Данлюс, его главная резиденция.

В 1607 году, вероятно, из-за его старой связи с графом Тироном, а также из-за того, что около 1604 года он женился на Элис, дочери Тирона, Кристофер Сент-Лоуренс, 10-й барон Хоут, обвинил его в причастности к бегству графов Тирона и Тирконнелла на континент. Он добровольно предстал перед лордом-наместником Ирландии сэром Артуром Чичестером, отрицал истинность обвинения и не испытал дальнейших проблем по этому поводу.
Бегство графов в 1607 году сделало его самым высокопоставленным гэльским дворянином, оставшимся в Ольстере. В 1608 году, когда сэр Кахир О'Доэрти начал восстание и сжег Дерри, Рэндал Макдоннелл не объединил с ним свои силы. О’Доэрти, бывший лоялист, был возмущен обращением с ним со стороны местных властей. О’Доэрти потерпел поражение и был убит в битве при Килмакреннане. После восстания правительство решило расширить английскую колонизацию Ольстера.
В 1614 году была предпринята еще одна попытка восстания. Он должен был заменить Рэндала Макдоннелла его племянником Александром Макдоннеллом (ум. 1634), которого обошли в преемственности в 1601 году. Александр Макдоннелл был помилован. В 1627 году он станет 1-м баронетом.

## Виконт и граф
Благоразумное поведение Макдоннелла укрепило его влияние при английском дворе, и, благодаря своему разумному поведению в вопросе о лондонской плантации в Колрейне, а также рвению, с которым он стремился цивилизовать свои собственные земли, стерли все воспоминания о его раннем поведении. 29 июня 1618 года ему был пожалован титул виконта Данлюса. Вскоре после этого он был принят в члены Тайного совета Ирландии, назначен лордом-лейтенантом Антрима, и поставлен под командование полка. 12 декабря 1620 года он был повышен до графа Антрима.

## Поздняя жизнь и смерть
Как и его отец и Макдоннеллы в целом, граф Антрим, остался католиком. В 1621 году ему было предъявлено обвинение, по сообщению некоего Александра Бойда, в укрытии священников в своем доме. Он сразу же признал свою вину, пообещал никогда больше не повторять подобной ошибки и был милостиво прощен, но вынужден выплатить вознаграждение, причитающееся Бойду за информацию против него.
В 1629 году, добиваясь подтверждения своих поместий в соответствии с милостивым поручением, графу Антриму противостоял Кахил О’Хара из Килдрома, который претендовал на определенные земли, включенные в первоначальный грант, либо в соответствии с законом, либо по соображениям благоразумия были разрешены.
Граф Антрим заседал в Палате лордов ирландского парламента в 1634—1635 годах, когда она была открыта 14 июля 1634 года новым лордом-депутатом Ирландии Томасом Уэнтуортом (будущим лордом Страффордом), который вступил в должность в июле 1633 года. Но 28 июля граф Антрим был освобожден от дальнейшего присутствия по состоянию здоровья.
В январе 1635 года граф Антрим заключил сделку с Джеймсом Кэмпбеллом, лордом Кантайром, впоследствии графом Ирвином, о покупке владения Кантайра, первоначально находившегося во владении Макдоннеллов, но они были изгнаны в 1607 году. Против этой договоренности выступили лорд Лорн, а смерть графа Антрима привели к тому, что дело на какое-то время было отложено.
Граф Антрим скончался в Данлюсе 10 декабря 1636 года и был похоронен в склепе, который он построил в монастыре Бонамарджи в 1621 году. Незадолго до своей смерти он завершил строительство замка в Гленарме.